# Henry Nettleship

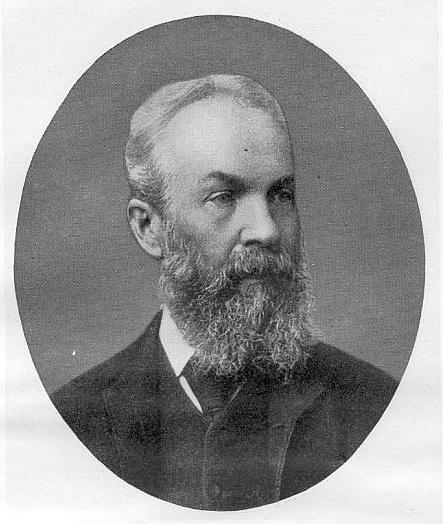
Henry Nettleship

Henry Nettleship (* 5. Mai 1839 in Kettering; † 10. Juli 1893) war ein englischer klassischer Philologe.

## Leben
Nettleship wurde auf dem Lancing College in Durham und an der Charterhouse School erzogen und besuchte schließlich das Corpus Christi College in Oxford. 1861 wurde er zum Fellow des Lincoln College gewählt, das er bei seiner Heirat 1870 verließ. 1868 wurde er assistant master in Harrow, kehrte aber 1873 nach Oxford zurück, wo er zum Fellow des Corpus Christi College gewählt wurde. 1878 folgte er Edwin Palmer als Professor für Latein; diese Aufgabe nahm er bis zu seinem Tod wahr.
Nettleships Interesse galt Vergil und einen bedeutenden Teil seiner Arbeit widmete er diesem Dichter. Nach John Coningtons Tod 1869 begleitete er dessen Vergil-Ausgabe durch den Druck und betreute die weiteren Ausgaben des Werks. 1875 begann er ein neues Latein-Lexikon für Clarendon Press, doch das Projekt erforderte mehr Einsatz als er leisten konnte, so dass er 1887 lediglich einige Ergebnisse zwölfjähriger Arbeit in dem Buch Contributions to Latin Lexicography veröffentlichte.
In Verbindung mit John Edwin Sandys gab Nettleship eine gekürzte und überarbeitete Übersetzung von Oskar Seyfferts Lexikon der klassischen Altertumskunde heraus (Dictionary of Classical Antiquities, 1884). Zum Band Essays on the Endowment of Research steuerte Nettleship den Artikel „The Present Relations between Classical Research and Classical Education in England“ bei, in dem er auf den großen Wert der professoralen Vorlesungen in Deutschland verwies.
In Forschungsfragen war er ein Anhänger von Mark Pattison, dessen Essays er 1889 bei Clarendon Press publizierte. In Lectures and Essays on Subjects connected with Latin Literature and Scholarship veröffentlichte Nettleship einige seiner Arbeiten (nach erfolgter Durchsicht) ein zweites Mal. Eine zweite Serie hierzu, 1895 von F. Haverfield herausgegeben, enthält eine von M. Nettleship verfasste Biografie.
Nachrufe auf Nettleship erschienen in The Times (11. Juli, 1893), Classical Review (Oktober 1893) und Oxford Magazine (18. Oktober, 1893).